# RESONANCE
『RESONANCE』（レゾナンス）は、ルルティアの4枚目のミニアルバム。

## 解説
2011年4月27日に発売された。全作詞作曲はルルティア。編曲はルルティア・佐藤鷹。

## 収録曲
1. RESONANCE
2. Invitation
3. 深藍
4. RESONANCE(Acoustic ver)
5. Invitation(Acoustic ver)
6. 深 藍(Ballad ver)
7. RESONANCE (Instrumental)
8. Invitation (Instrumental)
9. 深藍 (Instrumental)